# Evoluzionismo e intellettuali cattolici
Il tema sull'evoluzionismo, in generale, non ha mai visto una netta presa di posizione da parte del magistero della Chiesa cattolica nel corso dei secoli. Ciò ha comportato lo sviluppo di un dibattito tra gli intellettuali cattolici di varie correnti, senza però che tale soggetto divenisse popolare, rimanendo principalmente un tema scarsamente dibattuto fino al secolo XIX. Il tema dell'evoluzionismo trovò un nuovo sviluppo e maggiore interesse a partire dall'uscita dell'Origine della Specie di Charles Darwin, che apportò all'evoluzione quell'impianto teorico scientifico, che i predecessori di Darwin (quali ad esempio Lamarck o lo stesso nonno di Darwin, Erasmus Darwin) non seppero fornire. Grazie a Darwin, l'evoluzionismo divenne oggetto di studio da parte di molti intellettuali cattolici, generando varie discussioni e approfondimenti a partire dalla metà del XIX secolo.

## Evoluzionismo e Chiesa cattolica

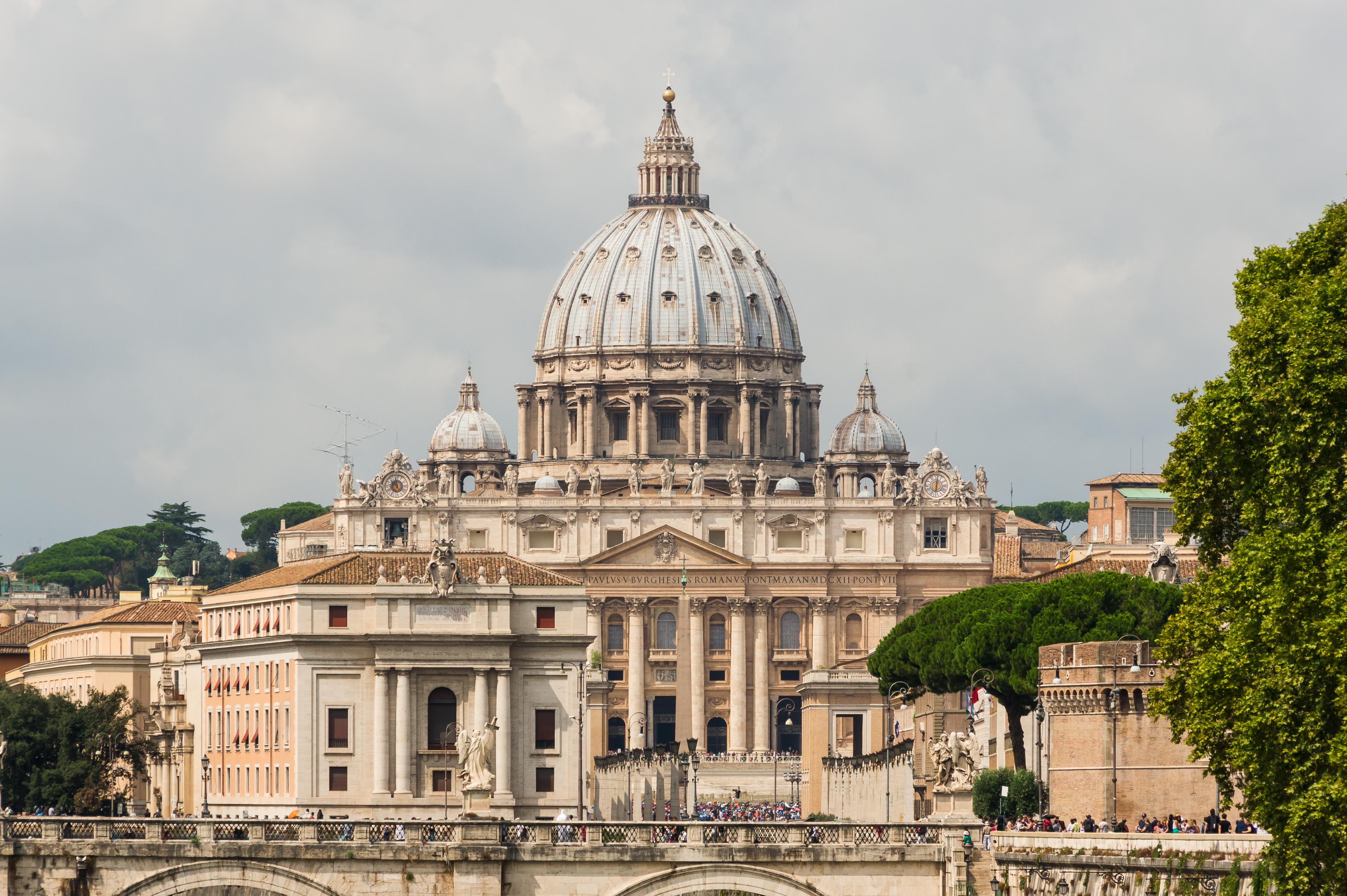
Basilica di San Pietro a Roma

Va detto che fino ai primi anni del XX secolo, nel mondo cattolico si riscontrava una generale ostilità all'evoluzionismo; sebbene, la Chiesa non abbia mai preso una posizione ufficiale sulla questione. Nel corso del Novecento alcune alte gerarchie ecclesiastiche con pubbliche affermazioni e documenti ufficiali hanno affermato che la fede cattolica e l'evoluzionismo, in particolare riguardo all'origine dell'uomo, non sono in conflitto; diversi papi si sono esplicitamente espressi favorevolmente riguardo alla conciliabilità dell'evoluzionismo con la fede cattolica. Soprattutto dopo il Concilio Vaticano II, la teologia cattolica, confrontandosi con la teoria dell'evoluzione, ha fatto importanti progressi ed ha definito alcune fondamentali questioni di fede relative all'origine dell'uomo, all'azione di Dio nel mondo ed alla dottrina sul peccato originale.

## Primo incontro tra l'evoluzionismo e gli intellettuali cattolici: 1859 - 1900

### Importanti intellettuali cattolici

#### Dalmace Leroy
Dalmace Leroy (1828 - 1905), fu un domenicano francese. Nella sua opera L'Evolution des Espécies Organiques (1887), Dalmace Leroy premette un richiamo al caso di Galileo: 

Pur ammettendo il darwinismo, Leroy certamente accetta l'idea della creazione dal nulla di tutto il cosmo; riconosce che l'inizio della vita sulla Terra sia dovuto all'azione diretta di Dio e riconosce l'esistenza dell'azione della divina Provvidenza nell'universo che si dispiega secondo una grande piano che rivela un'intelligenza infallibile. Come Caverni, anche Leroy esclude l'uomo dal normale processo evolutivo; infatti, dal momento che, rifacendosi a San Tommaso d'Aquino, la natura di ogni cosa sta nella sua forma, e dato che la forma dell'uomo è certamente la sua anima, è allora evidente che il corpo umano non possa nascere da quello di un animale. Tuttavia verso la fine del libro Leroy osserva: 

Le tesi di Leroy furono criticate nel maggio del 1889 in un articolo a firma del gesuita Joseph Brucker nella rivista Etudes Religieuses pubblicata a Lione dalla Compagnia di Gesù, mentre tra il 1893 e il 1896 la rivista domenicana parigina Revue Tomiste pubblicò nove articoli a firma del teologo domenicano Ambroise Gardeil, nei quali venivano favorevolmente esposte le tesi di Leroy.
Il libro di Leroy fu denunciato con una lettera alla Congregazione dell'Indice nell'estate del 1894 da uno sconosciuto francese che si firmò come Ch. Chalmel. Il procedimento contro Leroy comportò una dettagliatissima analisi del suo libro. Vennero prodotti ben quattro rapporti sulle sue tesi. Nel primo rapporto, citando l'enciclica Providentissimus Deus e gli insegnamenti di San Bonaventura, San Tommaso d'Aquino e Sant'Agostino, si ammetteva che la Genesi potesse essere interpretata in senso allegorico, e di conseguenza le tesi di Leroy potevano essere sostanzialmente ammesse. Anche il secondo rapporto era favorevole a Leroy, tuttavia conteneva un'obiezione: Leroy diceva che il corpo dell'uomo non si sarebbe evoluto da una bestia, ma da materia perfettamente organizzata. Ma che cosa sarebbe, era scritto nel rapporto, questa materia perfettamente organizzata se non una bestia? Quindi, pur essendo il rapporto favorevole a Leroy, consigliava di ammonirlo. Un terzo rapporto fu più critico e alla fine proponeva di proibire il libro oppure di chiedere una ritrattazione dell'autore, propendendo per questa seconda ipotesi. Il rapporto più critico fu il quarto, a firma del domenicano Enrico Buonpensiere. Egli portò avanti una dura critica all'evoluzionismo sul piano scientifico, ed una volta stabilita così l'inconsistenza della teoria secondo la scienza (ovviamente secondo gli argomenti di Buonpensiere, che poi erano quelli classici: individui di una stessa specie riproducendosi non originano nuove specie; mancano all'appello molte forme transizionali) qualunque tentativo di conciliarla con la dottrina cattolica sarebbe stato da considerarsi sconsiderato ed anti-cristiano, concludeva quindi consigliando di inserire il libro nell'Indice dei libri proibiti. La Congregazione dell'Indice decise comunque di non proibire il libro di Leroy, ma si limitò semplicemente a chiedere una ritrattazione pubblica da parte di Leroy; ritrattazione che egli fece il 26 febbraio 1895 sul giornale Le Monde di Parigi. Successivamente Leroy tentò di far approvare dalla Congregazione dell'Indice un'edizione riveduta della sua opera, ma non ci riuscì.

#### John Zahm

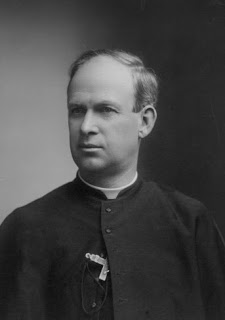
John Augustine Zahm

John Augustine Zahm (1851 - 1921), sacerdote e scienziato statunitense, sostenne il darwinismo nel suo libro Evolution and Dogma (1896). Richiamando le "ragioni seminali" di cui parlava Sant'Agostino, ed utilizzando il pensiero di San Tommaso d'Aquino, secondo cui Dio agisce sia come causa prima, sia attraverso le cose create (cause seconde), Zahm sosteneva che l'evoluzione potesse essere interpretata in senso teistico. Secondo Zahm Dio può agire attraverso le leggi naturali che Egli stesso ha fissato, ed attraverso esse può attuare il suo piano provvidenziale; questi interventi di Dio non sarebbero però miracolosi in quanto non al di fuori delle leggi naturali. A differenza di Caverni e Leroy, Zahm ammetteva che anche il corpo dell'uomo fosse il prodotto di un processo evolutivo, affermando comunque che l'anima fosse creata immediatamente da Dio. Nel suo libro inoltre Zahm discute l'argomento teleologico secondo il quale nella natura sarebbe evidente un "disegno intelligente" sottostante alle cose; il preciso e complicato funzionamento degli organismi, ed il perfetto adattamento di ogni pianta od animale all'ambiente circostante dimostrerebbero l'esistenza di questo disegno. Il darwinismo vanificava questo argomento, spiegando che l'evoluzione fosse solo il risultato di mutazioni casuali, poi selezionate secondo il principio della sopravvivenza del più adatto. Tuttavia, secondo Zahm, l'abbandono dell'argomento teleologico classico avrebbe permesso di intuire un disegno sottostante ancora più ricco ed interessante; infatti una lunghissima evoluzione, dalla materia inorganica fino ad organismi altamente sofisticati, suppone l'esistenza di potenziali che, attuandosi poco a poco, se non si inquadrassero in un grande progetto, renderebbero incomprensibile l'intero processo.
Il libro di Zahm fu giudicato positivamente in due recensioni, una del luglio 1896 sul Revue de Question Scientifiques (una rivista cattolica belga), l'altra, di ottobre, sul Dublin Review a firma del francescano David Fleming. Ma nel gennaio del 1897 arrivò un giudizio molto critico su La Civiltà Cattolica a firma del gesuita Francesco Salis Seewis. Seewis affermava di criticare l'evoluzionismo solo dal punto di vista scientifico; secondo Seewis al darwinismo erano state opposte molte obiezioni logiche e scientifiche, che fino a quel momento non erano mai state risolte; il darwinismo per lui era traballante dal punto di vista logico e non sostenuto dai fatti. Seewis criticava inoltre coloro che pensavano che il principale ostacolo per l'accettazione dell'evoluzionismo fosse la sua apparente contraddizione con la Bibbia; il darwinismo era in realtà, secondo Seewis, un'ipotesi inattendibile, e solamente se e quando fosse stata dimostrata valida dal punto di vista scientifico, sarebbe allora stato necessario riflettere sulle sue implicazioni filosofiche e teologiche.
Nell'agosto del 1897 Zahm partecipò al quarto Congresso Scientifico Internazionale dei Cattolici che si tenne a Friburgo; in questo congresso egli espose ancora le tesi contenute nel suo libro, le quali furono accolte con favore dagli altri partecipanti. Da alcuni documenti ritrovati da Artigas, Glick e Martinez risulta che il Santo Uffizio avesse iniziato un'indagine sul libro di Zahm, ma subito dopo una breve e superficiale analisi il procedimento fu interrotto.
Nel mese di novembre Evolution and Dogma fu denunciato alla Congregazione dell'Indice dall'arcivescovo John Joseph Frederick Otto Zardetti. Come per il caso di Leroy, anche per il libro di Zahm fu presentato, nell'aprile del 1898, un rapporto da parte di Enrico Buonpensiere. Questi continuava a sostenere che l'evoluzionismo non fosse attendibile dal punto di vista scientifico; criticava l'interpretazione che Zahm forniva di Sant'Agostino e di San Tommaso d'Aquino e faceva notare come Zahm non spiegasse adeguatamente per quale motivo l'evoluzionismo non sarebbe stato in contrasto con la fede cattolica, ma che si limitasse piuttosto a fare delle affermazioni. Inoltre, basandosi sul criterio ermeneutico secondo il quale il senso ovvio e naturale delle parole bibliche non avrebbe dovuto essere abbandonato a meno che esso non avesse portato a conclusioni assurde, Buonpensiere sosteneva che fosse dottrina cattolica l'affermare che Adamo fosse stato creato direttamente dal fango della terra. Tuttavia la posizione di Buonpensiere risulta un po' ambigua; ad un certo punto infatti egli ammetteva tranquillamente l'idea che Dio non avesse creato immediatamente tutte le cose, ma che avesse generato inizialmente solo la materia primitiva, e che poi tutto il resto, eccetto l'anima umana, si fosse formato in virtù delle potenzialità intrinseche alla materia stessa. Buonpensiere affermava che il contrasto tra evoluzionisti ed anti-evoluzionisti fosse solo sul piano metafisico, in quanto si giudicava diversamente se tali potenzialità fossero attive o passive. Per gli evoluzionisti esse sarebbero state attive, mentre secondo gli anti-evoluzionisti sarebbero state passive ed avrebbero dovuto essere attivate dalla parola di Dio. Nella conclusione del suo rapporto Buonpensiere sosteneva che il libro avrebbe meritato la proscrizione, ma tuttavia consigliava di limitarsi a chiedere una ritrattazione da parte dell'autore.
Tra settembre ed ottobre la Congregazione dell'Indice discusse il caso e, nonostante fossero emersi diversi e discordanti pareri, alla fine decise di inserire Evolution and Dogma nell'Indice dei libri proibiti e di rendere pubblico il decreto di condanna. Tuttavia questo non avvenne mai. La decisione della Congregazione fu infatti comunicata a Zahm prima che il decreto fosse pubblicato, cosicché egli poté intervenire per cercare di far ritirare la condanna.

La situazione si complicò per il fatto che Zahm era un esponente del cosiddetto americanismo, una tendenza che aveva avuto origine negli Stati Uniti ed il cui pensiero può essere riassunto con le parole di Leone XIII: 
L'americanismo fu condannato da Leone XIII con la lettera apostolica Testem benevolentiae nostrae del 22 gennaio 1899 ed indirizzata al cardinale James Gibbons che fu uno dei più importanti esponenti di questo movimento.

La "trattativa" tra Zahm e la Congregazione dell'Indice andava così ad inserirsi in una questione più ampia e complessa, nella quale Zahm era sostenuto da altri americanisti. Il dibattito fu intenso (il caso Galilei fu ricordato più volte; in due occasioni Leone XIII intervenne a bloccare la pubblicazione del decreto di condanna) e si concluse quando il 16 maggio 1899 Zahm scrisse a La Civiltà Cattolica una lettera in cui affermava: 

Questa non era una ritrattazione delle sue idee, ma come tale venne interpretata ed il caso fu considerato chiuso. Nessuna condanna venne mai ufficialmente emessa nei confronti di Zahm, né il suo libro venne mai elencato nell'Indice dei Libri Proibiti. Secondo Artigas, Glick e Martinez, quello di Zahm è uno dei casi più esemplificativi della complessità dei rapporti tra scienza e religione.

#### St. George Jackson Mivart

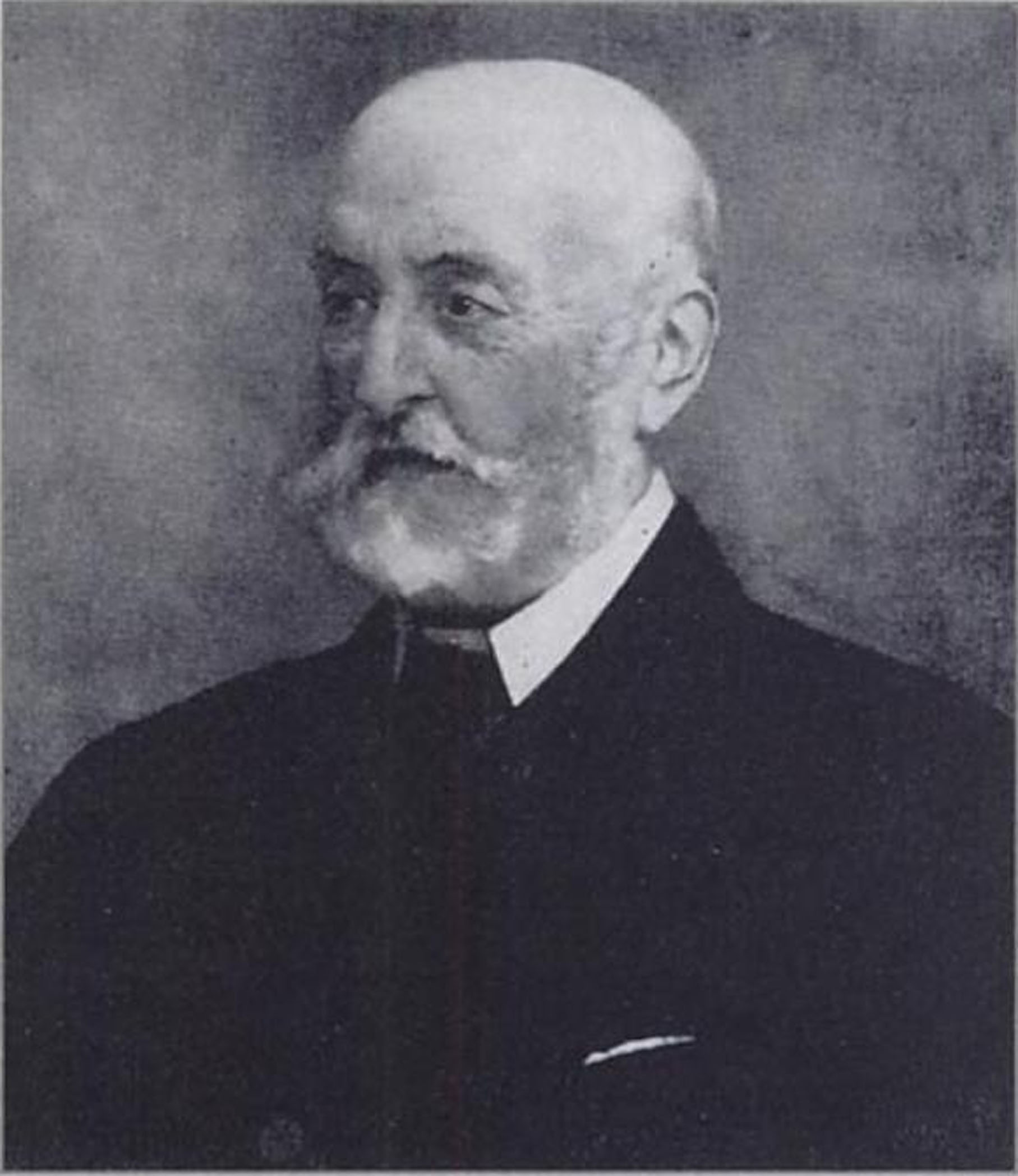
St. George Jackson Mivart

George Mivart (1827 - 1900) fu un importante biologo cattolico inglese, contemporaneo di Darwin. Egli certamente accettava l'idea dell'evoluzione e inizialmente condivideva la teoria di Darwin. Mivart fu amico sia di Thomas Huxley (notoriamente molto critico verso la religione) e dello stesso Darwin. Tuttavia Mivart si rendeva conto che la teoria dell'evoluzione avrebbe potuto essere accettata senza entrare in contrasto con la dottrina della Chiesa, e senza dover necessariamente assumere un punto di vista ateo e materialista. I rapporti con Darwin e Huxley cominciarono ad incrinarsi quando, nel luglio del 1871, Mivart scrisse sul Quarterly Review un articolo di forte critica al libro di Darwin The Descent of Man. I rapporti si ruppero completamente dopo che Mivart pubblicò il suo libro On the genesis of species (1871).
Mivart criticava diversi aspetti della teoria di Darwin, in particolare riteneva che il concetto di selezione naturale non fosse sufficiente a spiegare l'evoluzione. Inoltre Mivart era convinto che l'evoluzionismo non fosse capace di spiegare gli aspetti più caratteristici della specie umana, ossia l'intelligenza, la coscienza e il senso morale. Le critiche di Mivart erano molto competenti (egli fu definito eccellente biologo dallo stesso Darwin), ed infatti nella sesta edizione de L'Origine delle Specie, Darwin dovette aggiungere un capitolo proprio per discuterne le obiezioni. Per i suoi meriti scientifici, nel 1876 Mivart fu insignito da papa Pio IX del titolo di Dottore in Filosofia.
In alcuni testi viene detto che Mivart entrò in contrasto con le gerarchie cattoliche per via della sua accettazione dell'evoluzionismo. In realtà verso Mivart non venne mai intrapreso alcun procedimento legato a questo argomento. I problemi di Mivart con il Sant'Uffizio iniziarono quando tra il 1892 e il 1893 egli scrisse una serie di tre articoli che andavano sotto il titolo di Happiness in Hell (La felicità nell'inferno), pubblicati sulla rivista Nineteenth century. In questi articoli egli tentava di conciliare la dottrina sull'inferno con la moderna sensibilità, sostenendo che all'inferno potesse comunque esserci un minimo livello di felicità e che la dannazione potesse non essere eterna. Questi tre articoli furono inseriti immediatamente nell'Indice dei libri proibiti e Mivart ritrattò le sue posizioni.
Tuttavia dopo questo episodio Mivart continuò a portare avanti un'aspra polemica verso le gerarchie cattoliche, in particolare sull'esegesi biblica e sulla necessità di adattare la dottrina cattolica alle necessità ed alle idee moderne (Mivart sosteneva che anche la dottrina dovesse essere soggetta ad un naturale processo evolutivo). Quando gli fu richiesto di desistere, egli rifiutò e venne interdetto dai sacramenti dal Cardinale Herbert Vaughan. Mivart morì il 1º aprile 1900; la sua famiglia riuscì ad ottenere la sepoltura nel cimitero cattolico di Kansas Green, spiegando che l'atteggiamento intransigente tenuto da George Mivart negli ultimi anni della sua vita fu dovuto all'aggravarsi delle sue condizioni di salute.

#### John Cuthbert Hedley
Il vescovo John Cuthbert Hedley (1838 - 1915) non si occupò mai direttamente di evoluzionismo (non era uno scienziato), tuttavia entrò nel dibattito quando nel 1898 pubblicò sul Dublin Review un articolo sul libro di John Augustine Zahm, Evolution and Dogma. Sostanzialmente Hedley accoglieva le tesi di Zahm, ma riteneva tuttavia necessarie alcune cautele. Ad esempio Hedley riteneva che Zahm fosse troppo ottimista quando sosteneva che dall'evoluzione si potesse con sicurezza dedurre la creazione e l'azione divina nel mondo. Hedley sosteneva che la teoria dell'evoluzione dovesse limitarsi ai fatti e che non avesse niente da dire su Dio. Anche sull'interpretazione della Sacra Scrittura, Hedley dichiarava che non fosse immediatamente concepibile il modo di conciliarle con l'evoluzionismo.
La recensione di Hedley fu criticata su La Civiltà Cattolica con un articolo a firma di Salvatore Brandi del gennaio 1899. Brandi affermava che al momento la teoria dell'evoluzione non fosse ancora scientificamente soddisfacente e che essa mancasse di prove; in queste condizioni egli riteneva assurdo che si tentasse di conciliare con la dottrina cattolica una teoria così incerta e contrastante con la millenaria tradizione della Chiesa.
Venuto a conoscenza di questa critica, Hedley decise immediatamente di chiudere il dibattito e, con una lettera alla rivista cattolica The Tablet in data 14 gennaio 1899, dichiarò che non avrebbe difeso ulteriormente le tesi di Zahm. Come nel caso di Bonomelli, anche Hedley tornò sui propri passi spontaneamente; verso di lui non ci fu alcun intervento da parte della Santa Sede.

### Importanti intellettuali cattolici italiani

#### Raffaello Caverni
Raffaello Caverni (1837 - 1900) fu un sacerdote, professore di fisica e matematica e storico della scienza, autore del notevole saggio Storia del metodo sperimentale in Italia (1888), per il quale vinse un premio dal Regio istituto veneto di scienze, lettere ed arti.
Egli si occupò delle teorie di Charles Darwin nell'opera De' nuovi studi della filosofia: lavoro rivolto a un giovane studente (1877). Sostanzialmente Caverni accettava il darwinismo e tentava di conciliarlo con la dottrina cattolica. Rifacendosi al pensiero di Galileo egli sosteneva che nella Bibbia convivessero due diversi aspetti, umano e divino. Quello divino, che concerne le verità di fede ed è infallibile; quello umano, che riflette invece concezioni acquisite con la ragione e con lo studio e che pertanto possono essere vere o false e variare nel tempo. Il fedele non avrebbe dovuto avere alcun timore delle scienze ed avrebbe dovuto avere piena libertà di indagine scientifica. Tuttavia Caverni ammetteva che le scienze avessero dei precisi limiti: esse si occupano solo di fatti materiali e non possono trattare nulla che riguardi la spiritualità. Partendo da queste considerazioni Caverni accettava il darwinismo per spiegare l'origine di tutte le specie di animali, ma ne escludeva l'uomo.
Il libro di Caverni attirò l'attenzione de La Civiltà Cattolica che tra il 1878 e il 1880 pubblicò a firma del padre gesuita Pietro Caterini una lunga serie di articoli di critica al darwinismo. La critica era per lo più portata avanti sul piano scientifico esponendo quelli che al tempo erano gli argomenti contrari più utilizzati, ovvero: la mancanza di forme di transizione (comunemente chiamate anelli mancanti); il fatto che individui di una specie generassero sempre altri individui della stessa specie; il fatto che storicamente non fosse mai stata osservata alcuna trasformazione da una generazione all'altra; una teoria dell'ereditarietà che al tempo era puramente speculativa. Tuttavia il darwinismo veniva anche attaccato sulla base dell'interpretazione tradizionale della Genesi, secondo la quale Dio creò gli esseri viventi, ed in particolare l'uomo, immediatamente e non attraverso successive trasformazioni.
Nel novembre del 1877 la Congregazione dell'Indice iniziò a muoversi non di sua iniziativa, ma dietro denuncia da parte dell'arcivescovo di Firenze, Eugenio Cecconi. Nel maggio del 1878 l'importante teologo domenicano Tommaso Maria Zigliara presentò sul libro di Caverni un rapporto di novantanove pagine che può essere riassunto in tre parti:
1. Secondo Zigliara il darwinismo interpretato da Caverni avrebbe trovato fondamento essenzialmente nel parallelismo con l'embriologia, richiamandosi alle teorie di Ernst Haeckel secondo cui "l'ontogenesi ricapitola la filogenesi". Ma in questo modo il darwinismo non sarebbe stato altro che una forma di hegelismo, nel momento in cui da una cellula primitiva si salti ad una potenziale cellula universale, corrispondente ad una sorta di Assoluto hegeliano. Caverni affermava inoltre che un'evoluzione cieca guidata da forze puramente naturali sarebbe stata una sorta di panteismo; ma supponendo che la capacità di evolversi nella materia fosse infusa da Dio e che Egli stesso guidasse il processo evolutivo, allora si sarebbe superato sia il panteismo che il materialismo. Zigliara apprezzava questo tentativo di Caverni, ma tuttavia faceva notare che, anche ammettendo l'ipotesi di Caverni, se si fosse accetta l'idea darwinista di una cellula primitiva da cui si fossero differenziate tutte le specie, l'evoluzione sarebbe comunque stata ricondotta ad evoluzione della pura materia e quindi si sarebbe giunti ugualmente ad una sorta di panteismo, seppur sui generis.
2. Secondo Zigliara inoltre il criterio esegetico proposto da Caverni era inaccettabile perché sarebbe stato impossibile stabilire esattamente ciò che pertiene alla fede e ciò che pertiene alla scienza. Applicando rigorosamente questo criterio si sarebbe dovuta negare l'infallibilità di tutte quelle parti della scrittura che si ritenessero pertinenti alla razionalità e si sarebbe ottenuto che, accettando su questi basi il darwinismo, si sarebbe poi dovuto anche accettare anche qualunque altro sistema fisiologico, geologico ecc. quand'anche questi fossero manifestamente in contraddizione con la Scrittura.
3. Sulla base dei due precedenti argomenti, secondo Zigliara non avrebbe neanche più avuto senso escludere l'uomo dall'evoluzione. Accettando il darwinismo ed il criterio esegetico proposto da Caverni, non ci sarebbe stato alcun motivo per non includere anche l'uomo in questo sistema. Secondo Zigliara il darwinismo, anche come inteso da Caverni, avrebbe condotto necessariamente al materialismo, anche se questa non era certamente l'intenzione del Caverni stesso.

Nel luglio del 1878 la Congregazione dell'Indice prese la sua decisione. Si decise di inserire l'opera di Caverni nell'Indice dei libri proibiti, tuttavia questa risoluzione presentava un notevole problema. Ciò che veniva condannato erano soltanto le tesi di Caverni e non il darwinismo, tuttavia essendo quest'ultimo la materia trattata, proibire il libro avrebbe implicato una condanna indiretta del darwinismo. La Congregazione era però consapevole che una tale presa di posizione dottrinale non era di sua competenza, e temeva che un'eventuale condanna avrebbe potuto far sorgere un nuovo caso Galileo. Si decise così di inserire nell'Indice il libro di Caverni senza rendere pubbliche le motivazioni della decisione. Di fatto quindi la vicenda di Caverni non comportò alcuna ufficiale presa di posizione della Chiesa, e fu poi in pratica completamente ignorata fino al lavoro di Artigas, Glick e Martinez.
Solo tre anni dopo lo stesso Caverni poté pubblicare senza problemi un altro libro sull'origine dell'uomo (Dell'antichità dell'uomo secondo la scienza moderna), dove spiegava che il darwinismo era un'ipotesi scientifica ancora molto incerta; dichiarava inoltre che i credenti avrebbero dovuto partecipare al dibattito scientifico senza timori, perché la scienza non può pretendere, su alcuna base, di contraddire la rivelazione divina.

#### Angelo Secchi
Padre Angelo Secchi (1818 - 1878), che fu uno dei più importanti scienziati dell'epoca, non si occupò mai direttamente di evoluzionismo, tuttavia nell'edizione del 1874 della sua nota ed influente opera L'unità delle forze fisiche, aggiunse un capitolo in cui discuteva brevemente le teorie darwiniane ed il loro rapporto con il teismo.

Fondamentalmente Secchi non respingeva l'ipotesi evoluzionistica, ma non accettava la spiegazione che ne dava Darwin, il quale escludeva qualunque processo teleologico; per Secchi l'idea di un'evoluzione puramente spontanea doveva essere rifiutata e sostituita con un concezione finalistica, l'unica che sarebbe stata veramente in grado di spiegare l'armonia e la complessità degli organismi viventi. Un passo tratto da L'unità delle forze fisiche riassume perfettamente la concezione evoluzionistica di Secchi: 

#### Giovanni Giuseppe Bianconi e Filippo De Filippi
Giovanni Giuseppe Bianconi (1809 - 1878) e Filippo De Filippi (1814 -1867) furono due importanti naturalisti cattolici italiani. Sul darwinismo essi avevano idee contrastanti, ma il loro scontro si mantenne sempre sul piano scientifico e non sfociò in questioni personali o ideologiche.
Bianconi, che non accettava la teoria di Charles Darwin, ha un suo valore scientifico proprio perché si propone il vaglio critico, attraverso una serie di indagini anatomiche e fisiologiche, di un problema teorico circostanziato. Questo lavoro resta una rara occasione in cui il dibattito sul darwinismo ebbe in Italia un certo spessore scientifico, e non soltanto motivazioni ideologiche e filosofiche estranee all'aspetto propriamente biologico della teoria dell'evoluzione. Per Bianconi l'uomo non sarebbe potuto derivare da scimmie antropomorfe, ed avrebbe invece dovuto essere il risultato di una creazione indipendente, essendo distinto da tutti gli altri animali dall'intelligenza e dalla morale. Fondamentalmente Bianconi assumeva una teoria detta, appunto, delle creazioni indipendenti che gli permetteva di negare la necessità di un rapporto filogenetico per spiegare l'esistenza di strutture morfologiche simili tra specie differenti; in questa teoria si assumeva che ogni organismo fosse stato creato indipendentemente dagli altri, il che permetteva poi di poter attribuire direttamente a Dio ciò che per i darwinisti era invece l'effetto di un'evoluzione spontanea. Bianconi pertanto non negava il succedersi delle specie come fatto, ma respingeva completamente la spiegazione che ne dava Darwin.

Filippo De Filippi da parte sua accettava pienamente la teoria di Darwin, ma era convinto che questa non costituisse affatto una minaccia per la fede. Alla fine del suo breve saggio L'uomo e le scimie del 1864 scrive: 

#### Antonio Stoppani, l'esegesi biblica e l'apologetica

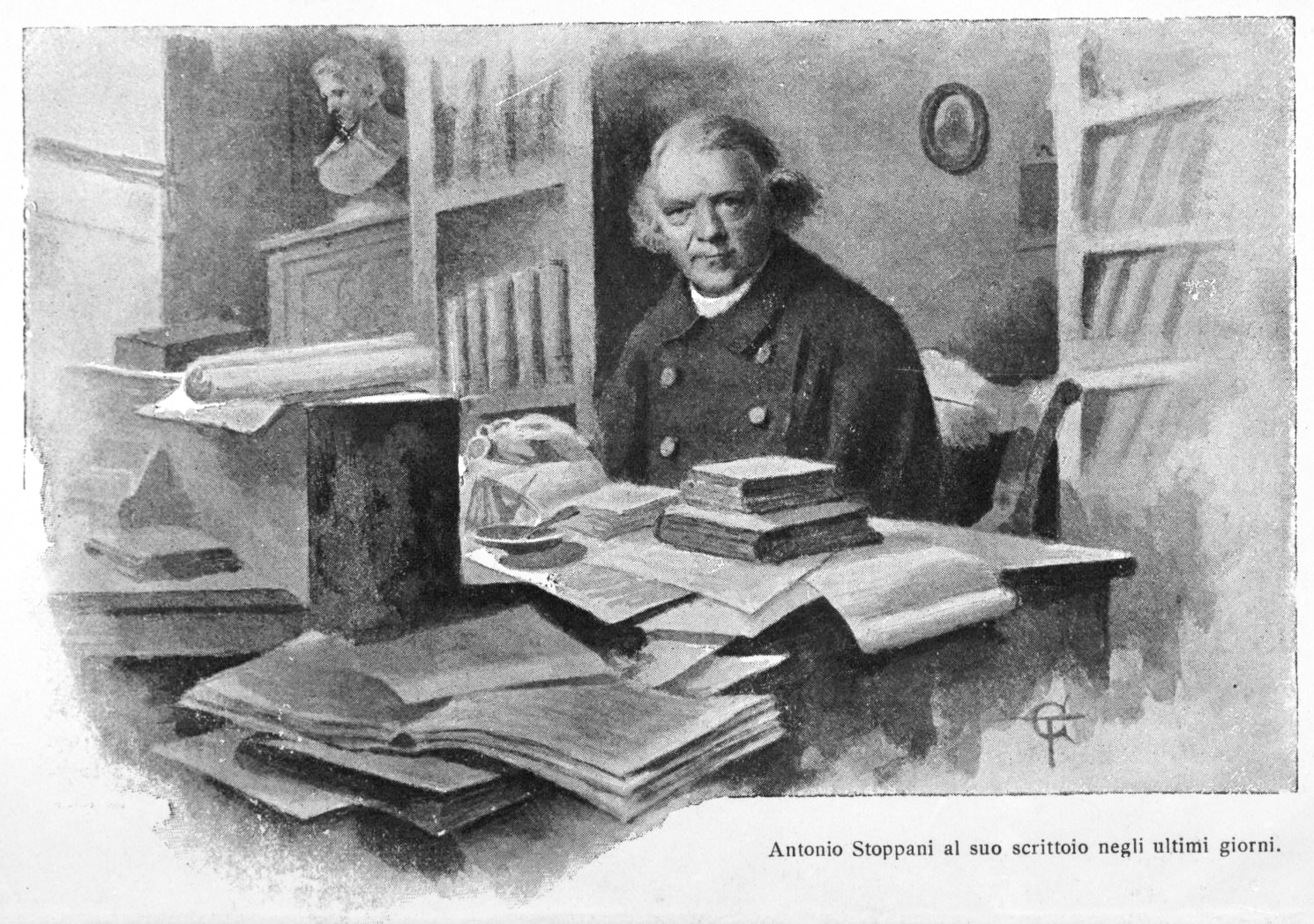
Antonio Stoppani

L'abate Antonio Stoppani (1824 - 1891) fu uno dei più importanti geologi e paleontologi italiani dell'epoca. Egli fu anche uno dei più importanti intellettuali del tempo a trattare del rapporto tra scienza e religione, esponendo le sue idee in due importanti opere: Il Dogma e le Scienze Positive del 1884 e Sulla Cosmogonia Mosaica del 1887. Che egli fosse un intellettuale molto influente è testimoniato anche dal fatto che, come lo stesso Stoppani racconta nella prefazione de Il Dogma e le Scienze Positive, egli fu ricevuto nel marzo del 1879 da papa Leone XIII proprio per esporre le sue idee su come organizzare, sviluppare e diffondere lo studio delle scienze moderne nel mondo cattolico. L'enciclica Providentissimus Deus del 1893, nella parte in cui tratta i criteri esegetici in rapporto alle questioni scientifiche, sarà poi in perfetta sintonia con i metodi esposti dallo Stoppani.

Ne Il Dogma e le Scienze Positive, Stoppani, richiamando soprattutto i testi di San Tommaso d'Aquino, afferma che nessun reale conflitto possa mai esserci tra la ragione e la fede. Scrive Stoppani: 

E continua: 

E più avanti aggiunge: 

A questo punto Stoppani si domanda come comportarsi nei casi in cui si presenti una nuova proposizione rigorosamente cavata dalla scienza, contro un punto che si ritiene doversi prendere alla lettera e come tale ritenersi di fede. Negare per fede ciò che si ritiene rigorosamente dimostrato con la ragione non avrebbe alcun senso. Stoppani abbozza allora le seguenti regole esegetiche (che poi svilupperà compiutamente nella prima parte del saggio Sulla Cosmogonia Mosaica): 

Su queste basi Stoppani critica duramente due categorie di apologisti cattolici che lui stesso definisce. I letteralisti o tradizionalisti, che pretendono di negare le proposizioni scientifiche opponendogli per fede un'interpretazione letterale dei passi biblici; per Stoppani questo atteggiamento è semplicemente ridicolo, e per di più contrario alla stessa dottrina cattolica, che tradizionalmente ha sempre tenuto in gran conto l'utilizzo della ragione (e a sostegno di ciò Stoppani richiama sempre la filosofia di San Tommaso d'Aquino). I concordisti, che invece si adoperano per stiracchiare il senso delle Scritture fino a pretendere che esse espongano, in nuce, le teorie scientifiche che vengono man mano proposte sull'origine del mondo, della vita e dell'uomo; anche questo approccio per lo Stoppani è da respingere integralmente; primo perché la Bibbia non è affatto un trattato che ha lo scopo di insegnarci verità scientifiche (seppure espresse per sommi capi); secondo perché questo tipo di esegesi sottomette la Rivelazione divina alla mutabilità e alla precarietà delle conoscenze scientifiche, che sono un prodotto umano e raramente si possono considerare come stabili e definitive.

Stoppani raccomanda poi ai cattolici di studiare con impegno le discipline scientifiche così da poter "rispondere alla scienza con la scienza", ovvero rispondere con la ragione e non col catechismo a chi volesse utilizzare argomenti tratti dalle scienze per criticare la religione. Una massima che egli enuncia ad uso degli apologisti è: «Non negare i fatti ma precisarne le conseguenze»; e continua spiegando: 

Ed ecco allora nello specifico, sulle basi enunciate, come lo Stoppani prescrive di trattare le questioni che emergono dalle teorie di Darwin. I fautori delle teorie di Darwin mettono di solito in evidenza tutte le somiglianze tra l'organismo umano e quello delle scimmie per sostenere che il primo derivi dalle seconde; gli apologisti al contrario spesso si sforzano di controbattere elencandone le differenze, attaccandosi ad un muscolo, un osso, un tendine e a tanti altri dettagli. A questi apologisti Stoppani risponde: 

Secondo Stoppani questo modo di difendere la fede costringerebbe in realtà a darla vinta ai suoi nemici, infatti 

Stoppani invece non ha problemi ad ammettere che l'uomo, per quanto riguarda il suo corpo, derivi da un animale, ma in realtà sono proprio le somiglianze fisiche con l'animale che testimoniano la superiorità dell'uomo rispetto a tutte le altre creature. L'uomo fisicamente di certo somiglia alla scimmia, ma contrariamente a questa egli è dotato di raziocinio, coscienza morale e libera volontà; l'uomo è nel contempo l'artista, il poeta, il letterato, lo storico, il filosofo, il matematico, il naturalista, il teologo, il legislatore, il condottiero d'armate, il reggitore di popoli, lo scopritore di mondi, lo scrutatore del tempo e dello spazio. Stoppani afferma che l'anatomia e la fisiologia non possono assolutamente spiegare come tutto ciò emerga dalla sola materia, e questo non fa altro che confermare la veracità delle parole di Dio riportate nella Genesi: Facciamo l'uomo ad immagine e somiglianza Nostra, ed egli imperi ai pesci del mare, ai volatili del cielo, alle bestie della terra.

E continuando a parlare delle varie teorie sull'evoluzione biologica, nel trattato Sulla Cosmogonia Mosaica, Stoppani spiega che non ha senso cercare di accordare i dettagli del racconto biblico della creazione con le moderne conoscenze scientifiche; la Genesi non ha questo significato, bensì essa si limita ad affermare una grande verità: 

E conclude il discorso con una sentenza definitiva: 

#### Giuseppe Augusto Tuccimei, cattolico antievoluzionista
Geologo e paleontologo come lo Stoppani, Giuseppe Augusto Tuccimei fu un acceso esponente di quella parte del mondo cattolico che avversava in tutto la teoria darwiniana dell'evoluzionismo.
Fu dottore in Medicina, Scienze Naturali e in Diritto Canonico poi professore in diversi atenei (nella facoltà di Filosofia della Pontificia Università Lateranense) e licei romani, membro della Pontificia Accademia de' Nuovi Lincei e di quella d'Arcadia, e decorato della commenda dell'Ordine di San Gregorio Magno su proposta del cardinale vicario.
Contro l'evoluzione si espresse in numerosi scritti, tra cui "Teoria dell'evoluzione e il problema dell'origine umana" (1897), "La decadenza di una teoria" (1908) e "Storia dell'Evoluzione dal Darwin sino al presente" (1915). Tuccimei pur affermando di riconoscere la semplicità della teoria e la sua possibile estensione all'intero universo, non riuscirebbe a spiegare i fatti su cui si basa e cadrebbe in contraddizioni interne

### Prelati del XIX secolo favorevoli all'evoluzionismo

#### Geremia Bonomelli

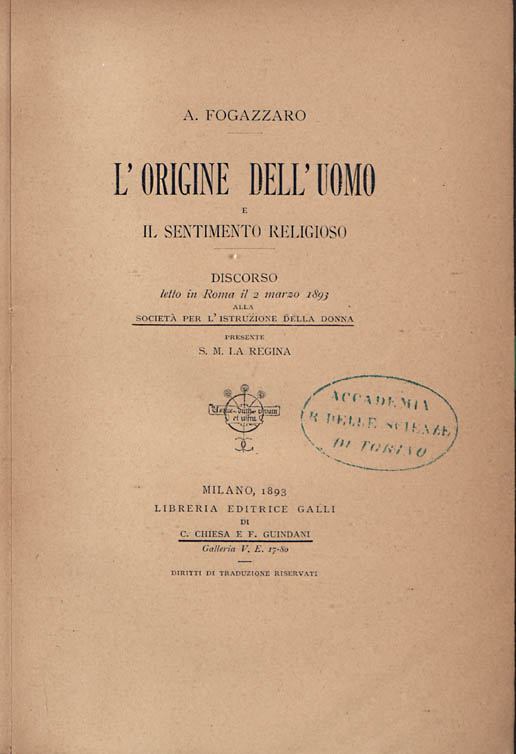
Frontespizio de L'origine dell'uomo e il sentimento religioso di Antonio Fogazzaro

Il vescovo Geremia Bonomelli (1831 - 1914) cominciò ad interessarsi all'evoluzione dopo la lettura della lezione tenuta dallo scrittore cattolico Antonio Fogazzaro il 2 marzo 1893 al Collegio Romano sul tema Origine dell'uomo e il sentimento religioso. Bonomelli, essendo amico di Fogazzaro, ebbe la possibilità di leggere questa lezione prima che fosse data alle stampe; questo gli permise di suggerire all'autore un'importante correzione; secondo Bonomelli, quando Fogazzaro parlava dell'origine dell'anima, non era chiaro se intendesse che anche questa fosse un prodotto dell'evoluzione oppure se fosse creata direttamente da Dio. Ben cosciente di come questo fosse uno dei temi più controversi della teoria, Bonomelli suggerì a Fogazzaro di chiarirlo prima di pubblicare la sua lezione; Fogazzaro accolse il suggerimento e scrisse esplicitamente che l'anima doveva intendersi creata direttamente da Dio.
Bonomelli accettò pienamente la teoria dell'evoluzione dopo aver letto il libro di John Augustine Zahm, Evolution and Dogma. Nel 1898 Bonomelli aveva pubblicato il primo volume della sua opera Seguiamo la Ragione; dopo la lettura di Evolution and Dogma decise di scrivere un'appendice a questo primo volume nella quale trattava le teoria dell'evoluzione. All'inizio della trattazione Bonomelli ebbe molta cura nel distinguere chiaramente l'evoluzionismo come teoria scientifica dalle sue interpretazioni ideologiche di tipo materialistico; poi sostanzialmente espose le tesi di Zahm.
In quello stesso periodo però Bonomelli era in forte contrasto con le gerarchie vaticane a causa delle sue posizioni sulla Questione romana; Bonomelli sosteneva che il papa dovesse ormai definitivamente rinunciare a rivendicare il potere temporale, che il non expedit dovesse essere superato e che la Chiesa avrebbe dovuto riconciliarsi con lo Stato Italiano. L'opera in cui Bonomelli aveva esposto le sue tesi, Roma e l'Italia e la realtà delle cose (1889), era stata inserita nell'Indice dei libri proibiti.
Dopo essere venuto a conoscenza della ritrattazione di Zahm, Bonomelli decise allora di non complicare ulteriormente la sua situazione, e, con una lettera che fu pubblicata dal giornale Lega Lombarda di Milano il 22 ottobre 1898, egli spontaneamente ritrattò pubblicamente le sue tesi sull'evoluzione. Di fatto nessun procedimento da parte della Santa Sede risulta che sia mai stato intrapreso contro di lui relativamente alla questione evoluzionistica.

## La graduale accettazione dell'evoluzionismo nel pensiero cattolico: 1900 - 1950
Alla fine del XIX secolo e nella prima parte del XX la generale ostilità del mondo cattolico all'evoluzionismo cominciò ad allentarsi. Non che ci fosse un consenso generalizzato, tutt'altro; molti rimanevano i teologi che si opponevano a queste nuove teorie, né ci furono pronunciamenti ufficiali da parte della Santa Sede, per i quali si dovrà attendere il 1950 con l'enciclica Humani generis di papa Pio XII. Molari riporta la testimonianza di Carlo Colombo, che affermava ci fossero state forti pressioni su Pio XI affinché questi condannasse l'evoluzionismo; tuttavia egli avrebbe rifiutato dicendo che «di casi Galileo nella storia della chiesa ne basta uno solo.»
Ma comunque il clima iniziò a cambiare; finirono le censure e i cattolici cominciarono a discutere di evoluzionismo con maggiore libertà, e il numero di coloro che lo accettavano cresceva pian piano. Questa nuova situazione è ben testimoniata da Antonio Fogazzaro; nel 1898 egli raccolse nell'opera Ascensioni umane diversi suoi testi nei quali illustrava le teoria evoluzionista, e manifestava la convinzione che essa fosse in perfetta armonia con la religione cattolica; Fogazzaro non era uno scienziato né un teologo e i suoi testi erano pieni di allusioni letterarie e poetiche, pertanto la sua opera non è molto interessante né sotto il profilo scientifico né teologico; tuttavia, nel proemio l'autore ben sintetizza il nuovo clima illustrato. Scrive nel proemio:
Nei manuali di teologia comunque le posizioni più diffuse sono ben rappresentate dalla sintesi che Orazio Mazzella (1860 - 1939) fornisce della sua analisi dell'evoluzionismo, nel secondo volume delle Praelectiones scholastico-dogmaticae:
La discussione intorno all'evoluzionismo proseguì quindi senza particolari intoppi nel corso della prima metà del XX secolo, e fu caratterizzata da quattro momenti fondamentali: due pronunciamenti della Pontificia Commissione Biblica sull'interpretazione della Bibbia ed in particolare della Genesi; i lavori dei teologi Henri de Dorlodot ed Ernest C. Messenger; l'originalissima concezione dell'evoluzione sviluppata dal paleontologo gesuita Pierre Teilhard de Chardin.

### Henri de Dorlodot
Nel 1909 alla Cambridge University venne celebrato il centenario della nascita di Charles Darwin ed il cinquantenario della pubblicazione de L'origine delle specie. In quell'occasione anche l'Università Cattolica di Lovanio fu invitata a mandare un suo rappresentante.
Venne scelto il canonico Henri de Dorlodot (1855 - 1929), paleontologo, teologo e direttore del dipartimento di geologia. Nel discorso iniziale che egli inviò a Cambridge, e che fu preventivamente letto ed approvato sia dal preside di facoltà a Lovanio sia dal professore di teologia dogmatica, scriveva che, senza alcuna esagerazione, si potesse affermare che Darwin fosse stato per la biologia ciò che Isaac Newton fu per la fisica. Nel periodo in cui restò in Inghilterra, Dorlodot tenne diverse lezioni su Darwin, e queste lezioni costituirono poi la base del suo libro Le Darwinisme au point de vue de l'orthodoxie catholique (Il Darwinismo dal punto di vista dell'ortodossia cattolica), pubblicato nel 1921.
In questo libro Dorlodot ricordava prima di tutto che, per quanto riguardava l'applicazione della teoria dell'evoluzione alla specie umana, Darwin non era mai stato giudicato eretico dalla Chiesa. Proseguiva poi dicendo che i dettagli scientifici e i meccanismi fisici dell'evoluzione non erano di interesse per la teologia; la teoria di Darwin, considerata dal punto di vista strettamente scientifico e libera da interpretazioni filosofiche, riguardava il ruolo delle cause seconde nell'evoluzione, e non rigettava il ruolo della Causa Prima.
Egli faceva particolare riferimento al De Genesi ad litteram di Sant'Agostino, per mostrare come i cattolici avessero piena libertà di accettare la trasformazione delle specie proposta da Darwin, basata su cause seconde e senza richiedere alcun speciale intervento di Dio nel corso del processo evolutivo; e continuava poi criticando gli autori cattolici che avevano sostenuto l'incompatibilità tra il darwinismo e l'ortodossia. Nella sua esposizione, Dorlodot utilizzava a sostegno della possibilità di accettare l'evoluzionismo anche i sopra citati pronunciamenti della Pontificia Commissione Biblica. Il lavoro di Dorlodot fu molto influente e rafforzò la tendenza che era già emersa alla fine del XIX secolo; da allora divenne sempre più difficile per i cattolici sostenere la totale opposizione tra evoluzionismo e dottrina cattolica, anche se ovviamente le resistenze continuavano a manifestarsi, come ad esempio nei libri Anthropology and the Fall di Humphrey Johnson e Attitude of Catholics towards Darwinism and Evolution del gesuita Hermann Muckermann

### Ernest C. Messenger

#### La sintesi di Messenger
Il lavoro più importante sulle relazioni tra teologia ed evoluzione fu certamente, per la prima metà del XX secolo, quello del teologo Ernest Charles Messenger, Evolution and Theology: the problem of Man's origin (1932). In questo libro Messenger discute prima le evidenze scientifiche sulla generazione spontanea della vita e sull'evoluzione dell'essere umano, dopodiché le discute sotto il profilo esegetico e teologico. Nel capitolo finale del suo libro egli stesso fornisce una sintesi dei risultati del suo lavoro.
Sulla generazione spontanea della vita, Messenger spiega che essa non ha alcuna evidenza scientifica, ma comunque non può essere completamente rigettata, per due motivi: il primo è che essa potrebbe essere avvenuta in condizioni fisiche completamente differenti da oggi; il secondo, e più importante motivo, è invece che in fondo non è possibile dimostrare scientificamente che la generazione spontanea non sia avvenuta, e pertanto la si potrebbe ammettere su base teologica piuttosto che su base scientifica, come, spiega Messenger, fecero i Padri della Chiesa e i teologi fino al XIII secolo, quando poi, sulla base della fisica elaborata dagli scolastici, essa fu messa da parte.
Riguardo all'evoluzione delle specie in generale, Messenger afferma che ormai esistano un gran numero di prove, e che pertanto si deve ammettere che l'evoluzione sia avvenuta, anche se comunque c'è ancora da discutere molto sulle modalità. Ma riguardo all'evoluzione dell'uomo scrive che non esista alcuna prova davvero conclusiva, anche se ammette che comunque essa sia un'ipotesi scientifica molto convincente.
Comunque, dal punto di vista teologico, secondo Messenger la scrittura non dimostra né confuta la teoria dell'evoluzione del corpo umano; infatti spesso la scrittura attribuisce a Dio i risultati delle attività di cause seconde, e pertanto quando tali cause seconde non vengono nominate esplicitamente, ciò non dimostra che Dio non sia servito di esse; inoltre in Genesi 2, 7 sta scritto che Dio plasmò l'uomo con polvere del suolo e in Genesi 2, 19 che Dio plasmò dal suolo ogni sorta di bestie selvatiche, ma in Genesi 1, 24 sta anche scritto che la terra produca esseri viventi secondo la loro specie, e pertanto non è possibile provare che l'uomo non sia stato prodotto da forze attive in natura.
Ad ogni modo Messenger afferma che in tutta la tradizione cattolica non esista un accordo sul fatto che l'uomo sia stato o meno prodotto con il concorso di cause seconde, e, pertanto, che questo sia un problema ancora aperto sul quale la Chiesa non ha ancora una posizione. Per Messenger i teologi che rigettano l'evoluzione dell'uomo si basano essenzialmente su una lettura troppo letteralista della Genesi, che non trova sufficiente sostegno nella tradizione. Comunque Messenger dichiara che, allo stato attuale, i cattolici sono, individualmente, liberi di accettare l'evoluzione dell'uomo.
A questo punto Messenger tenta di sviluppare una dimostrazione del fatto che Dio si sia servito di cause seconde nella formazione del corpo umano, utilizzando il criterio scotista secondo cui Dio potuit, decuit, ergo fecit (Dio poteva, ciò era conveniente, dunque fece).

Il primo punto (potuit) è evidente, essendo Dio onnipotente, e non necessita di essere sviluppato. Il secondo (decuit) è più complesso; Messenger tenta di dimostrarlo utilizzando quello che lui definisce Principio del Naturalismo Cristiano secondo cui Dio fa uso di cause seconde ogniqualvolta ciò sia possibile; a sostegno di questo Messenger cita i due seguenti passi dalla Summa Contra Gentiles di San Tommaso d'Aquino:
Messenger spiega poi che esistono diversi gradi nella causalità; uno scultore è la causa principale della statua che egli produce con uno scalpello, e i genitori sono la causa principale dei figli; ma non è lecito affermare in senso stretto che lo scalpello sia la causa della statua e le forme embrioniche quella dei bambini. Pertanto è sempre necessario, per ogni effetto, risalire alla causa principale, e non limitarsi alle cause secondarie e strumentali; queste ultime non agiscono soltanto tramite le proprie forze, ma anche attraverso le virtù conferite loro dalla causa principale. Quindi, pur ammettendo la partecipazione di cause naturali ed organiche nella formazione del corpo dell'uomo, si deve comunque ammettere lo speciale intervento divino.
Sull'ultimo punto (ergo fecit) Messenger lascia un punto interrogativo. Egli si dichiara incline a concludere definitivamente che Dio si sia servito di cause seconde, e quindi dei meccanismi evolutivi, per formare il corpo dell'uomo, tuttavia, prudentemente, sospende il giudizio in attesa che il Magistero della Chiesa cattolica fornisca delle indicazioni più certe.
Molto più problematica, sotto il profilo scientifico, risulta invece essere la spiegazione che Messenger fornisce della creazione di Eva dal corpo di Adamo. Messenger ipotizza infatti che Eva avrebbe potuto esser stata creata per partenogenesi da Adamo, ma questa spiegazione scientificamente è assurda ed inconcepibile. Messenger riconosce la difficoltà e pertanto è costretto ad appoggiarsi pesantemente all'onnipotenza divina.

#### Il dibattito successivo al lavoro di Messenger
Le tesi di Messenger stimolarono moltissimo la discussione sull'evoluzionismo che, nel mondo cattolico, incontrava pian piano sempre maggiore approvazione. Diverse furono le pubblicazioni che seguirono al libro di Messenger da parte di autori cattolici favorevoli all'evoluzionismo, e nessuno di questi testi fu mai censurato.
Nel febbraio 1932 il reverdo P. G. M. Rhodes scrisse una recensione al libro di Messenger pubblicata sulla rivista Clergy review. Rhodes continuava a dichiararsi scettico riguardo alla creazione del corpo umano attraverso cause secondarie, tuttavia ammetteva che se il testo di Messenger avesse continuato a diffondersi senza censure, allora sarebbe davvero stato necessario concludere che l'evoluzionismo, anche applicato al corpo umano, fosse teologicamente accettabile. Egli esaminò inoltre un migliaio di testi scritti dagli studenti di quasi tutte le scuole cattoliche inglesi, e ne trasse la conclusione che ormai l'evoluzionismo stava diventando un'opinione accettata da quasi tutti.
Anche il reverendo R. W. Meagher, docente di teologia dogmatica all'Ushaw College, scrisse nel marzo del 1932 una recensione a Messenger sulla rivista Ushaw Magazine. Meagher apprezzava il libro di Messenger, tuttavia spiegava che il riferimento ai Padri della Chiesa sulle questioni evoluzionistiche non era molto sensato; infatti, secondo Meagher, gli antichi Padri non avevano alcuna idea dell'evoluzione, e pertanto non c'era senso nel citarli per discutere di questioni scientifiche a loro completamente estranee. Secondo Meagher in pratica, sarebbe stato inutile cercare nella tradizione dei punti di riferimento per discutere dell'evoluzionismo; questo era una moderna scoperta, e pertanto avrebbe potuto essere accettata dai cattolici solo su basi scientifiche, senza considerare le implicazioni teologiche.
John O'Brien, un professore della Newman Foundation presso l'Università dell'Illinois, pubblicò nel 1932 il libro Evolution and religion. In questo libro egli riportò il dato secondo cui, tra tutti gli scienziati in qualche modo implicati con la teoria dell'evoluzione, ormai il 91% la accettasse. O'Brien, citando la Providentissimus deus e lo stesso Galileo ribadì ancora che la Bibbia non abbia lo scopo di insegnare proposizioni scientifiche, e che non avesse più alcun senso continuare ad opporla all'evoluzionismo. Grazie alle scoperte scientifiche, era accettato da tutti, ad esempio, che i sei giorni della creazione non fossero da intendersi letteralmente, e quindi un'interpretazione allegorica poteva ormai essere ammessa anche per la formazione dell'uomo. Secondo O'Brien una reinterpretazione flessibile della Genesi si rendeva ormai più che necessaria.
Nel libro Religion and evolution since 1859 (1939), Mary Frederick, una suora, tentò di stabilire quale fosse il grado di accettazione dell'evoluzionismo nel mondo cattolico. Un'analisi accurata era impossibile, tuttavia la Frederick fece alcune osservazioni: dai tempi di John Henry Newman erano ormai pochi gli scienziati cattolici con buone competenze di filosofia; quasi tutti gli apologisti cattolici che scrivevano di evoluzione non erano tanto interessati alla discussione scientifica, ma solo alla difesa ad oltranza della loro religione; l'ostilità dei cattolici all'evoluzionismo derivava soprattutto dalle interpretazioni filosofiche di tipo materialistico ed ateo; da quando le teorie di Darwin erano state introdotte, la filosofia cattolica non era cambiata di nulla riguardo alle idee di Dio, della creazione, dell'origine dell'uomo, dell'anima e del peccato originale. Tutti questi fattori ostacolavano l'accettazione dell'evoluzionismo che, secondo la Frederick, era ancora rifiutato dalla maggior parte dei cattolici. Tuttavia ammetteva che un cambiamento era in corso, e che con il tempo sempre più cattolici avrebbero assunto un'opinione positiva della teoria dell'evoluzione.

#### Ulteriore sviluppo del pensiero di Messenger
Nel 1951 Ernest C. Messenger pubblicò il volume Theology and evolution, seguito del precedente Evolution and theology. In questo volume cercava di analizzare come, dalla pubblicazione del primo testo, fosse cambiato l'atteggiamento cattolico verso l'evoluzione. Messenger osserva che il suo primo testo non aveva subito alcuna censura e che la Santa Sede aveva di fatto assunto l'atteggiamento di aspettare e vedere come procedessero le cose; ad indicare che comunque a Roma si stava pian piano assumendo una posizione più favorevole all'evoluzionismo, Messenger porta come esempio la terza (1940) e quarta edizione (1948) del Tractatus de Deo Creante del gesuita Charles Boyer, utilizzato come libro di testo alla Pontificia Università Gregoriana, nel quale l'autore passava da una posizione di rifiuto dell'evoluzionismo ad un atteggiamento aperto ad accoglierlo.
Messenger spiega inoltre che, con il proseguire delle ricerche, sempre più prove fossero emerse a sostegno dell'evoluzione di piante e di animali, e pertanto risultava sempre più plausibile l'applicazione della teoria anche al corpo umano. Anche il vecchio argomento degli anelli mancanti cominciava a diventare debole, dato che ritrovamenti come quello dell'Uomo di Giava e dell'Uomo di Pechino fornivano le prove dell'esistenza di antenati dell'Homo sapiens.
Messenger torna a discutere anche la creazione di Eva, ma di fatto non riesce a proporre un'ipotesi più attendibile di quella esposta nel primo volume.
Quando Theology and evolution era ancora in fase di stampa, Messenger venne a sapere che papa Pio XII stava per pubblicare l'enciclica Humani generis, nella quale avrebbe parlato anche dell'evoluzionismo; si affrettò così ad apportare una modifica al testo nella quale dichiarava che si sarebbe completamente rimesso ai pronunciamenti del Papa, nel caso in cui questi fossero stati in contrasto con le sue tesi.

### Il pensiero di Pierre Teilhard de Chardin

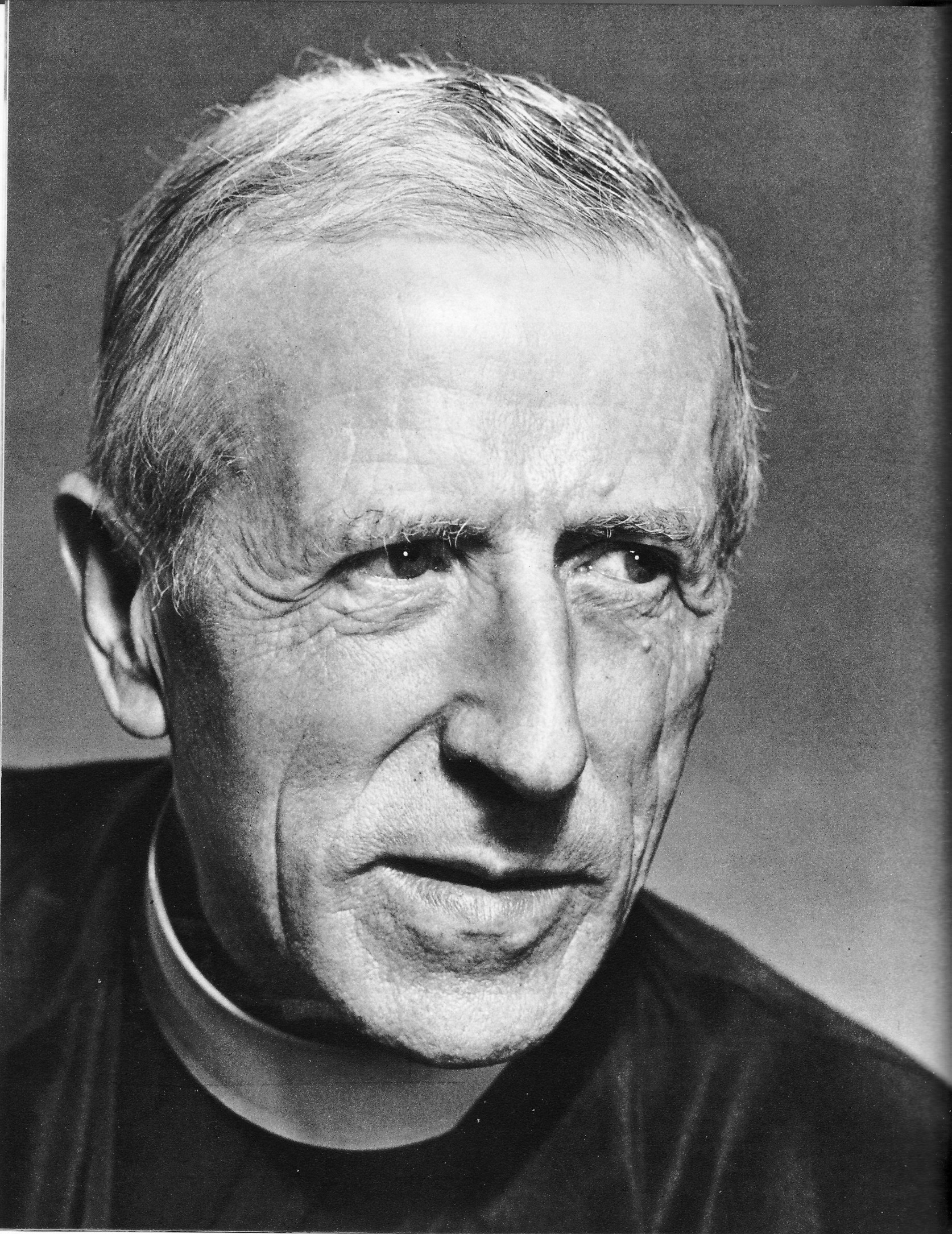
Pierre Teilhard de Chardin nel 1955

Il padre gesuita Pierre Teilhard de Chardin (1881 - 1955), che fu un importante paleontologo, espose la sua concezione dell'evoluzione nell'opera Il fenomeno umano, scritta tra il 1938 e il 1940, rivista tra il 1947 e il 1948, ed infine pubblicata postuma nel 1955.
Lo scopo dichiarato di quest'opera non è quello di essere una trattazione metafisica o teologica, bensì quello di fornire una descrizione scientifica dell'uomo e al tempo stesso descriverne il suo posto all'interno della natura. L'autore si ripropone di restare sempre e solo sul piano scientifico e fenomenologico (il fenomeno umano appunto), ma volendo descrivere l'uomo in rapporto con la totalità del cosmo, inevitabilmente il discorso deve sfociare sul piano filosofico e religioso.
Teilhard parte dal considerare la materia, che egli definisce la stoffa delle cose. La materia è caratterizzata dalla pluralità dei suoi atomi e al tempo stesso dalla capacità di questi di interconnettersi; queste interconnessioni producono mano mano diverse strutture secondo una gerarchia di complessità crescente, e alla conoscenza scientifica l'universo appare così come un tutto (totum) in cui l'ordine, il disegno, è visibile solo nell'insieme. Per Teilhard questo ordine però è comprensibile solo dall'alto, e sfugge invece a chi volesse indagarlo partendo dal basso, ciò guardando direttamente agli atomi e alle loro interconnessioni.
La coscienza emergerebbe poi dalla stessa materia organizzata oltre un certo livello di complessità. In questo modo la coscienza sarebbe allora completamente indagabile come fenomeno rilevabile scientificamente; ma in realtà per Teilhard, oltre alle condizioni chimico-fisiche che rappresentano l'esterno delle cose, esiste anche un'energia spirituale che ne rappresenta l'interno; dietro la coscienza dell'uomo vi sarebbe quindi un principio trascendente (e quindi non sondabile scientificamente) che organizza la materia e prepara, appunto, l'emergere della coscienza.
Per Teilhard l'evoluzione degli esseri viventi è certamente un dato di fatto, ma essa non è un prodotto del caso, come vorrebbero i darwinisti, bensì sarebbe orientata, pur non essendo ancora tale direzionalità rigorosamente dimostrata dal punto di vista scientifico. Teilhard fornisce comunque degli argomenti, e prende in considerazione l'organizzazione della materia, i cui progressi successivi si accompagnano interiormente, come possiamo constatare, a un accrescimento e a un approfondimento continuo di coscienza.
Il parametro fisico che caratterizza l'evoluzione diventa allora il grado di cerebralizzazione:
Teilhard passa allora ad analizzare lo sviluppo del sistema nervoso e del cervello nelle varie specie animali e conclude dicendo:
Tra le infinite modalità in cui si disperdono le complessificazioni vitali, la differenziazione della sostanza nervosa spicca, così come la teoria lo faceva prevedere, come una trasformazione significativa. Conferisce un senso, — e di conseguenza dimostra che vi è un senso nell'Evoluzione.»
Dopo la comparsa dell'uomo, l'evoluzione diventa anche evoluzione culturale; nei capitoli successivi Teilhard definisce così la Noosfera, ovvero l'insieme delle conoscenze umane, l'informazione globale, che si organizza e cresce in complessità, e all'interno della quale si inserisce ogni azione e pensiero individuale; la Noosfera è frutto e completamento della biosfera. Il motore dell'evoluzione della Noosfera è il Punto Omega, ovvero il punto di convergenza naturale dell'umanità; esso è di natura trascendente e si rivolge contemporaneamente e Dio e al mondo, costituendo quindi il legame tra l'umanità e Dio.
Nell'Epilogo de Il fenomeno umano Teilhard spiega allora il valore e la funzione del Cristianesimo, e come questo si concili perfettamente con la visione evolutiva del mondo precedentemente sviluppata. Il Punto Omega si identifica così con il Cristo che ha lo scopo di riunire l'umanità e condurla a Dio. Scrive Teilhard:
Creare, completare e purificare il mondo, come già leggiamo negli scritti di Paolo e di Giovanni, ha per Dio il significato di unificarlo unendolo organicamente a sé. Ora, come procede per unificarlo? Si immerge parzialmente nelle cose, si fa “elemento” e, successivamente, grazie al punto di appoggio trovato interiormente nel cuore della materia, assume la direzione e si mette alla testa di ciò che noi, ora, chiamiamo l'evoluzione. Principio di universale vitalità, il Cristo, per il fatto di essere sorto uomo tra gli uomini, si è messo in posizione di poter piegare — e da sempre sta difatti piegando — sotto il suo dominio, epurandola, dirigendola e superanimandola, l'ascesa generale delle coscienze nella quale si è inserito. Mediante una perenne azione di comunione e di sublimazione, Egli si aggrega l'intero psichismo della terra. E allorché avrà in questo modo radunato tutto e trasformato tutto, raggiungerà in un gesto finale il Focolaio divino dal quale non è mai uscito, e si racchiuderà così su se stesso e sulla sua conquista. E allora, dice San Paolo «non ci sarà più che Dio, tutto in tutti». Forma superiore di “panteismo”, in verità, senza traccia avvelenata di mescolanza né di annientamento. Attesa di perfetta unità, nella quale, per il fatto stesso della propria immersione, ogni elemento troverà, contemporaneamente all'universo, la sua consumazione.
L'universo che si compie in una sintesi di centri, in perfetta conformità con le leggi dell'unione. Dio, Centro di centri. In questa visione culmina il dogma cristiano. Ciò s'inquadra così esattamente e così bene con il Punto Omega che probabilmente non avrei mai osato prospettarne o formularne razionalmente l'ipotesi se, nella mia coscienza di credente, io non ne avessi trovato, non solo il modello speculativo, ma la realtà vivente.»